# Cummins Engine Factory

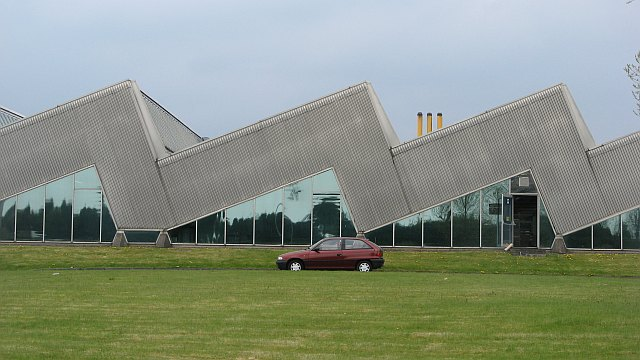
Ehemalige Cummins Engine Factory

Die ehemalige Cummins Engine Factory ist ein industrieller Gebäudekomplex in der schottischen Stadt Shotts in der Council Area North Lanarkshire. Das moderne Bauwerk steht am Nordwestrand der Stadt an der Kreuzung zwischen Calderhead Road und Shottskirk Road. 2004 wurde die Cummins Engine Factory in die schottischen Denkmallisten in der höchsten Kategorie A aufgenommen.

## Geschichte
Im Jahre 1956 eröffnete das US-amerikanische Unternehmen Cummins Engine in Shotts seinen ersten Produktionsstandort außerhalb von Indiana. Man nutzte hierzu die Gebäude eines älteren Textilbetriebes weiter, um dort Dieselmotoren für Lokomotiven zu produzieren, welche in britischen Zügen verwendet wurden. Bereits fünf Jahre später wurde das Werk erweitert. Mitte der 1970er Jahre begannen die Planungen zu einem signifikanten Kapazitätsausbau am Standort Shotts. Bis 1983 entstanden die heutigen Anlagen nach einem Entwurf des Architekturbüros Ahrends, Burton & Koralek. Mehr als 2000 Personen waren dort beschäftigt bis der Standort schließlich im März 1998 aufgegeben wurde.

## Beschreibung
Architektonisch zählt die Fabrik in Shotts zu den bedeutendsten britischen Industrieanlagen des 20. Jahrhunderts und gilt als Hauptwerk von Ahrends, Burton & Koralek in den 1970er Jahren. Das in den späten 1950er Jahren gegründete Architekturbüro hatte sich bis zu diesem Zeitpunkt bereits einen Ruf für kreatives, modernes Design erworben. In die Planung wurden neben dem Auftraggeber auch die Arbeiter, Behörden und Ingenieure miteinbezogen. Es entstanden moderne Gebäude im funktionellen, rationalen Design, bei denen es sich um die einzige ergonomische Fabrikationsanlage in Schottland handeln könnte. In der Planung wurden Motive aus ähnlichen Anlagen, wie dem Volvowerk in Schweden, übernommen. Es entstand jedoch eine völlige eigenständige Anlage, die auf die Fabrikation von Dieselmotoren ausgelegt ist. Bereits bestehende Gebäude gingen hierbei im Neubau auf.